# Internationales Uhrenmuseum

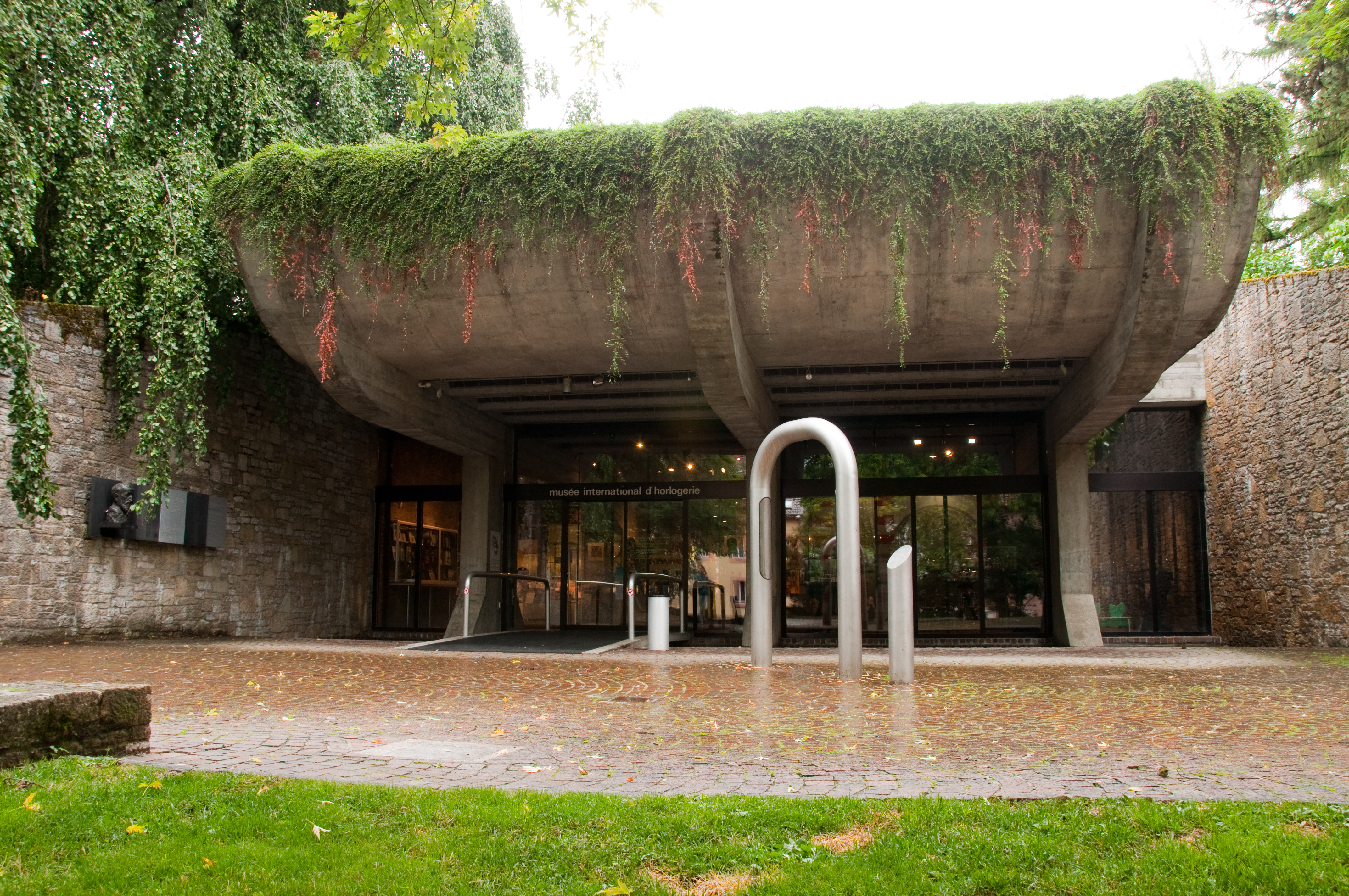
Haupteingang des Museums

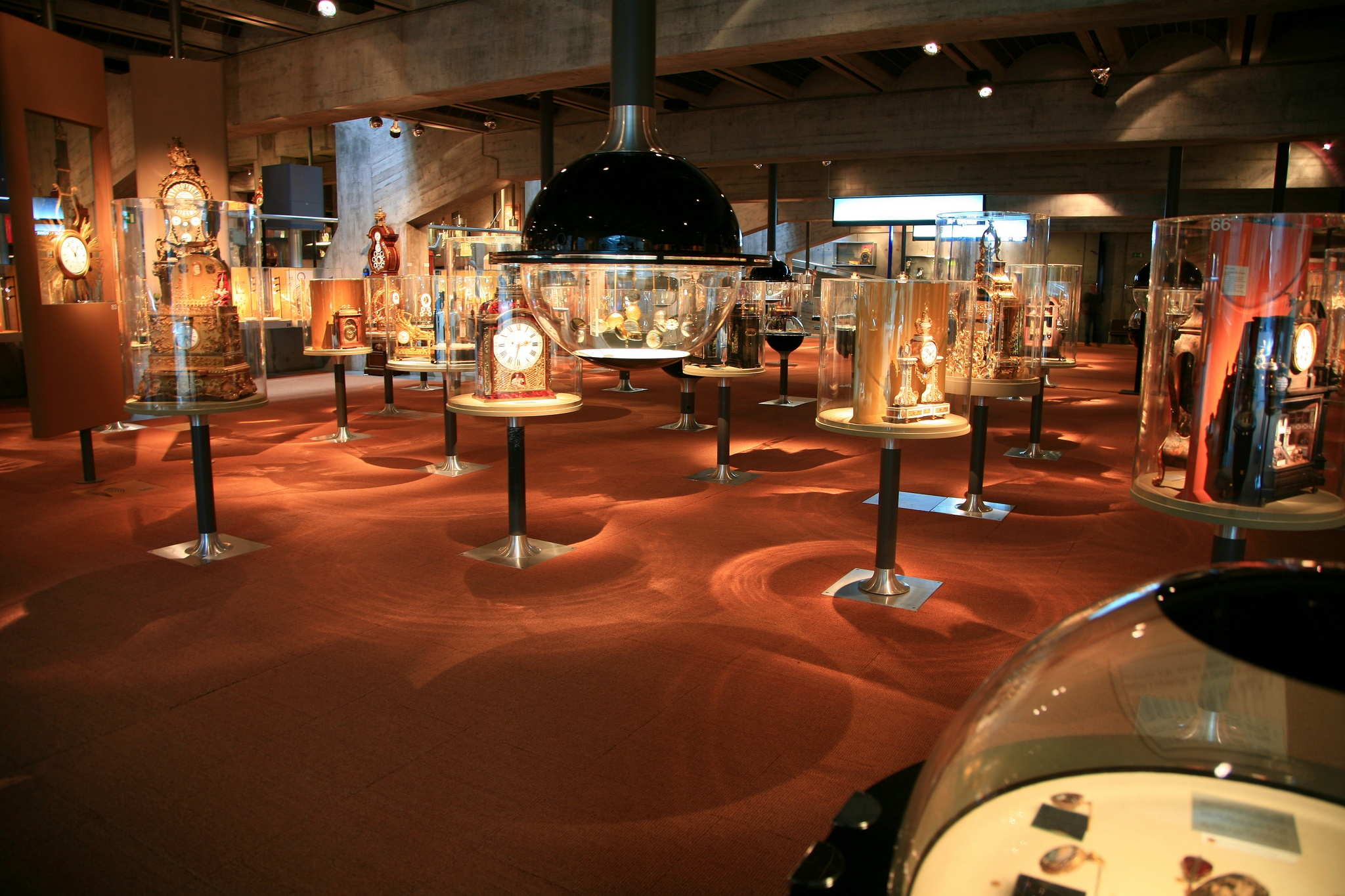
Ausstellungsraum

Das Internationale Uhrenmuseum (französisch Musée international d’horlogerie, abgekürzt MIH) ist ein Museum in der schweizerischen Stadt La Chaux-de-Fonds.

## Geschichte
Das Museum wurde 1900 auf Initiative von Maurice Picard vom Stadtrat von La Chaux-de-Fonds gegründet und 1902 eröffnet.
Der unterirdische Bau wurde zu Beginn der 1970er Jahre nach Plänen des Architekten Pierre Zoelly errichtet und ist von einem Park umgeben, in dem 1980 ein Carillon aufgestellt wurde. Das Uhrenmuseum befindet sich im Besitz der Stadt La Chaux-de-Fonds und ist als nationales Kulturgut aufgeführt.
Das MIH feierte am 19. und 20. Oktober 2024 mit Tanz- und Theaterdarbietungen im Museumspark sein 50-jähriges Bestehen. Mit der gemeinsamen Eintrittskarte kann auch das Musée d’histoire de La Chaux-de-Fonds besucht werden. Der Einbau einer Aufzugsanlage für mobilitätseingeschränkte Personen in das Musée d’histoire und Renovationen sind geplant. Das MIH bleibt ab dem 3. November 2025 bis im Frühling 2026 geschlossen.

## Ausstellung
Das Museum ist der Geschichte der Zeitmessgeräte gewidmet. Es enthält naturgemäss zahlreiche Ausstellungsstücke aus der Schweiz, wie beispielsweise eine Orgeluhr von Pierre Jaquet-Droz, einen der ersten Schiffschronometer von Ferdinand Berthoud, mehrere Werke von Abraham Louis Breguet und einen Überblick über die Geschichte der Neuenburger Pendule. Daneben sind aber auch Comtoise-Uhren und weitere Beispiele aus der Werkstatt französischer Meister wie Antide Janvier zu sehen. Von Giovanni Dondi ist eine Replik des Astrariums, einem der ersten Beispiele einer astronomischen Uhr ausgestellt.
Das Museum zeigt mehr als 4500 Kollektionsstücke, davon 2700 Uhren und rund 700 Wanduhren.

## Restaurationszentrum
Das Restaurationszentrum für antike Uhren (Centre de restauration en horlogerie ancienne) führt Konservierungs- und Restaurierungsarbeiten an den Museumssammlungen und gelegentlich auch für Privatpersonen durch.

## Forschungszentrum
Das Forschungszentrum „Der Mensch und die Zeit“ (Centre d’études L’Homme et le Temps) bewahrt Dokumenten- und Archivbestände im Zusammenhang mit der Zeitmessung und der Uhrmacherei auf. Das Institut steht Forschern und Bibliotheknutzern des Museums zur Verfügung.